# Margareta Paleologina
Margareta Paleologina, född 11 augusti 1510, död 28 december 1566, var regerande markisinna av Monferrato mellan 1533 och 1536. Hon var också hertiginna av Mantua 1531-1540 som gift med hertig Fredrik II Gonzaga.  Hon var Mantuas regent som förmyndare för sin son Francesco III Gonzaga 1540-1549, och för sin yngre son Guglielmo Gonzaga 1550-1556. 

## Biografi

### Tidigt liv
Hon var dotter till Vilhelm IX av Monferrato och Anne av Alencon. 
Margareta blev vid åtta års ålder faderlös, och tillsammans med sin bror Boniface och syster Maria placerade under sin mors förmynderskap. Hennes syster Maria blev 1517 gift med Fredrik II av Mantua, men på grund av Marias ålder fullbordades äktenskapet aldrig före hennes död 1530. Margareta kunde då gifta sig med Fredrik utan att någon dispension från påven var nödvändig. Vigseln ägde rum 1531. 

### Markisinna av Monferrato
Hennes bror Boniface hade ärvt Monferrato efter deras fars död. När även brodern avled barnlös 1530, ärvdes markisatet av deras farbror. När hennes farbror avled 1533, fick Margareta rätten att tillträda tronen i Monferrato som regerande markisinna. Kejsaren erkände hennes rätt till Monferrato år 1536. Samma år överlät Margareta Monferrato på sin make jure uxoris, och han blev regerande markis av Monferrato genom sitt giftermål med henne, och förenade därmed Mantua och Monferrato till ett rike.  

### Första regentskapet
År 1540 avled hennes make i syfilis och efterträddes av deras son Francesco, som var minderårig. Margareta Paleologina tog då makten över både Mantua och Monferrato som regent i förmyndarregeringen. Hon regerade tillsammans med sina två före detta svågrar. De sanerade ekonomin, grundade fabriker och arrangerade Frans äktenskap. Regentskapet avslutades då Frans blev myndig. 

### Andra regentskapet
När hennes son Francesco avled barnlös 1550 efterträddes han av hennes yngre son Guglielmo. Även denna gång tog Margareta över förmyndarregeringen tillsammans med sina före detta svågrar. Under denna regering inrättades undervisningen Rota, en fast storlek för mått och vikt infördes, flodhamnen i Mantua förbättrades och stadens försvarsmurar reparerades.